# Teleférico Pío Nono
El Teleférico Pío Nono será un medio de transporte aéreo de carácter turístico, actualmente en construcción, ubicado en el Cerro San Cristóbal del Parque Metropolitano, en la ciudad de Santiago, Chile. Será el tercer medio de transporte mecanizado para ascender el cerro junto con el funicular y el teleférico existente desde 1980.

## Historia

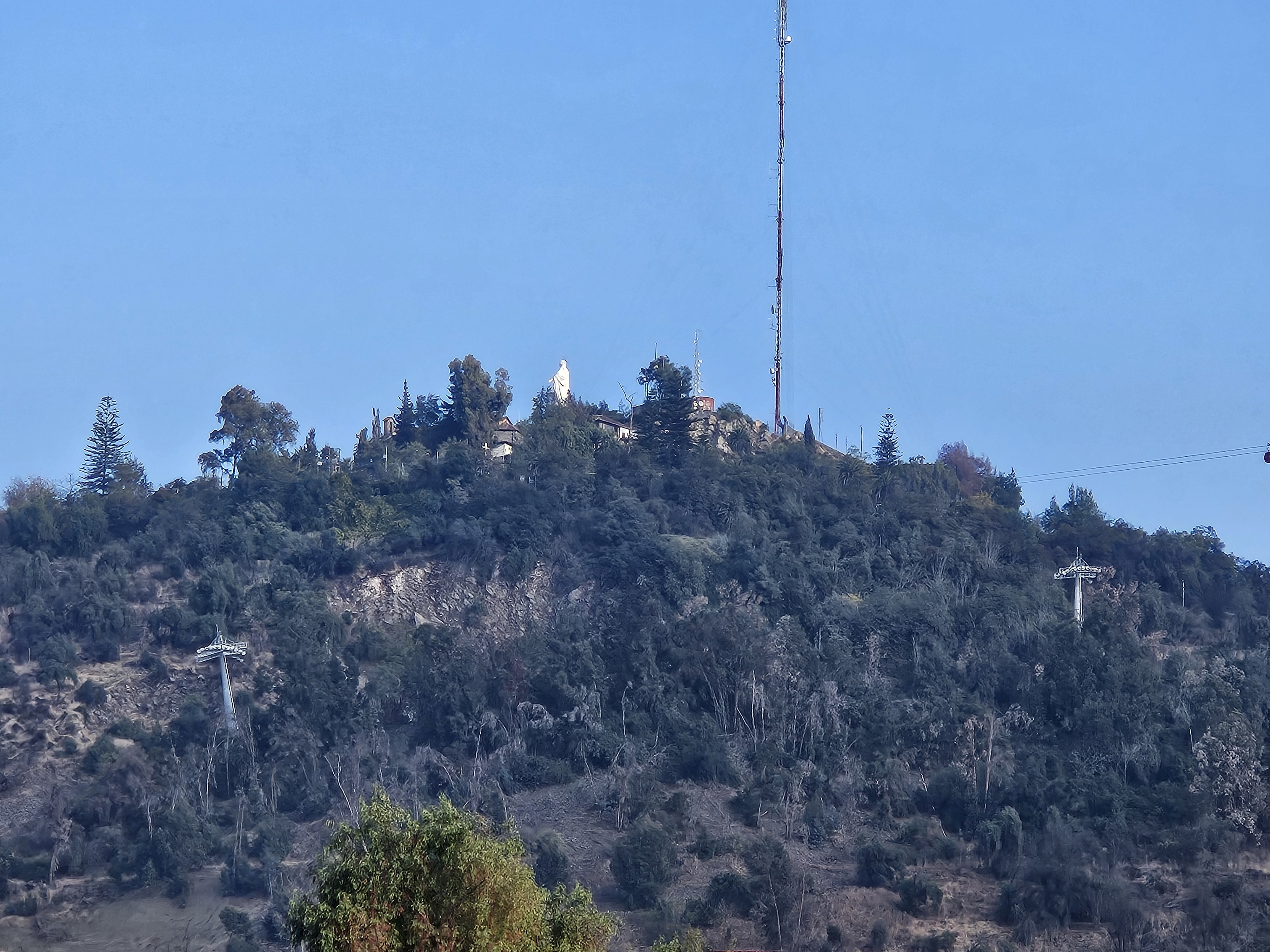
Pilares del Teleférico Pío Nono en mayo de 2024.

### Antecedentes y anuncio oficial (2018-2019)
La construcción de un segundo teleférico en el Parque Metropolitano de Santiago surgió debido a la alta demanda que poseen tanto el funicular de Santiago y los buses de acceso público que ascienden desde el acceso principal por calle Pío Nono hacia la cumbre del cerro San Cristóbal.
En septiembre de 2018, el entonces presidente Sebastián Piñera anunció una profunda remodelación del Zoológico Nacional y del Parque Metropolitano de Santiago en un «ecoparque». Entre los proyectos anunciados, estaba el denominado «Teleférico Pío Nono-Parque Metropolitano de Santiago».
En febrero de 2019, el entonces ministro de Vivienda y Urbanismo, Cristián Monckeberg, presentó los detalles del nuevo teleférico que uniría Pío Nono con la cumbre del cerro San Cristóbal, cuyo diseño estaría listo a fines de ese año.
Con un presupuesto inicial de 16 millones de dólares, el proyecto original consideró una extensión de 840 metros lineales, en una ruta paralela al funicular. Asimismo, incluyó tres estaciones: una en "el sector de la entrada del parque por calle Pío Nono", otra intermedia en «Chile Nativo», cercana al Zoológico Metropolitano, "y una terminal en la cumbre".

### Licitación e inicio de construcción (2021-)

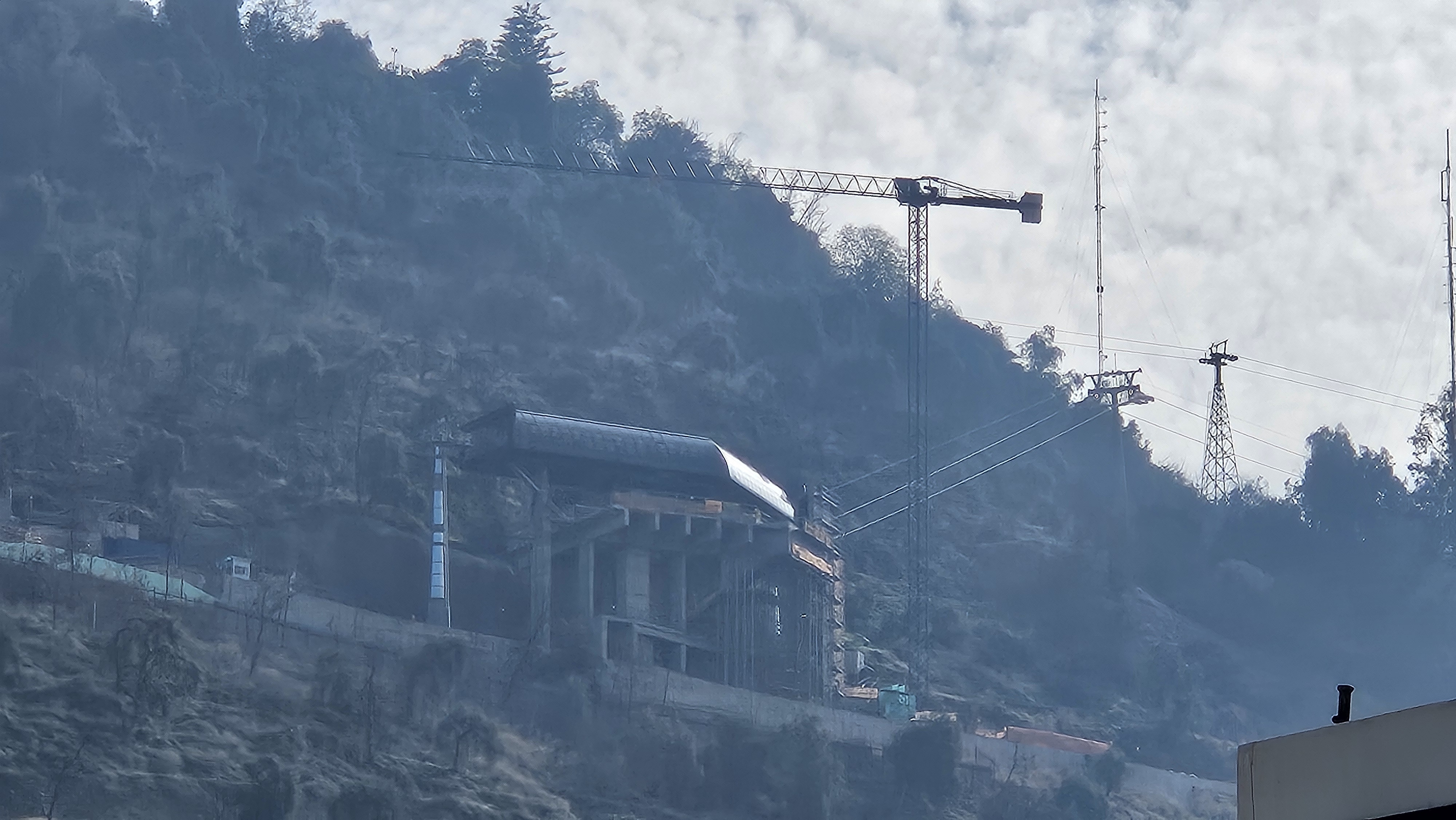
Estado de la construcción de la estación de teleférico Chile Nativo en junio de 2025

El 1 de marzo de 2021, fue publicada la licitación para la construcción del teleférico Pío Nono, siendo adjudicada al consorcio Icafal/Doppelmayr, mientras que el diseño de las estaciones estuvo a cargo de la oficina chilena Lateral Arquitectura. 
El 29 de enero de 2023, el entonces ministro de Vivienda y Urbanismo, Carlos Montes, y el director del Parque Metropolitano de Santiago, Carlos Ponce, anunciaron el inicio de la construcción. Asimismo, presentaron el trazado definitivo de las tres estaciones: Zoológico Nacional, Chile Nativo y Plaza México. 
En mayo de 2025, el entonces ministro del Interior, Álvaro Elizalde, junto al ministro Montes y la directora subrogante de Parquemet, Andrea Medina, anunciaron que el servicio entraría en operaciones a fines de ese mismo año.

## Estaciones
Las futuras estaciones del Teleférico Pío Nono son tres, aunque el nombre definitivo de Pío Nono – Zoo Nacional aún no ha sido confirmado:
| Estación                | Inauguración | Acceso para discapacitados | Ubicación                      | Comuna      | Estado          |
| ----------------------- | ------------ | -------------------------- | ------------------------------ | ----------- | --------------- |
| Pío Nono – Zoo Nacional | est. 2025    | Acceso para discapacitados | Carlos Reed S/N                | Recoleta    | En construcción |
| Chile Nativo            | est. 2025    | Acceso para discapacitados | Interior de Zoológico Nacional | Providencia | En construcción |
| Plaza México            | est. 2025    | Acceso para discapacitados | Avenida Pedro Bannen S/N       | Providencia | En construcción |

## Características
El teleférico Pío Nono es de tipo mono-cable de pinzas desembragables. La duración total del trayecto entre 5 y 7 minutos, su capacidad de traslado es de 800 personas por hora, en 24 cabinas para 8 personas cada una. En 2023, se estimaban 200 mil visitantes cada mes. Su velocidad de desplazamiento aproximada será de 10 km/h.